# Crematogaster hespera
Crematogaster hespera är en myrart som beskrevs av William F. Buren 1968. Crematogaster hespera ingår i släktet Crematogaster och familjen myror. Inga underarter finns listade i Catalogue of Life.

## Bildgalleri

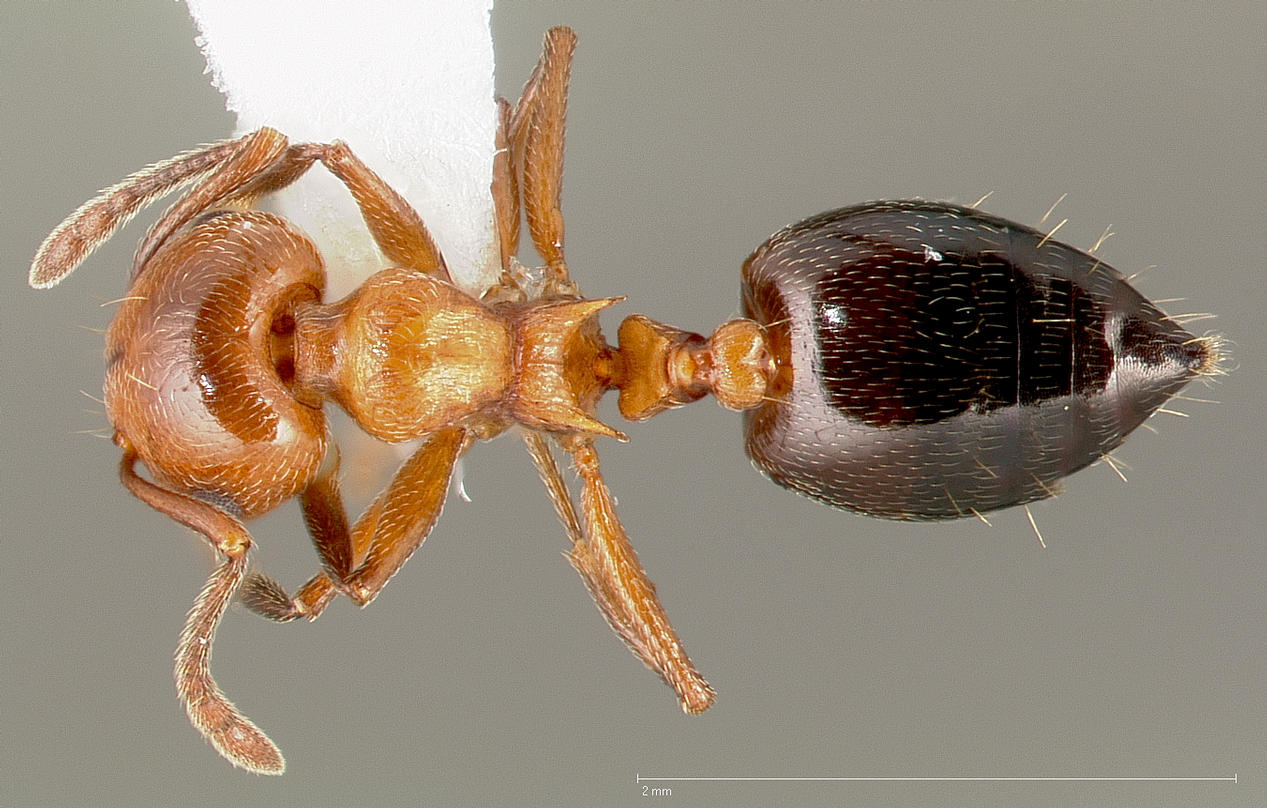
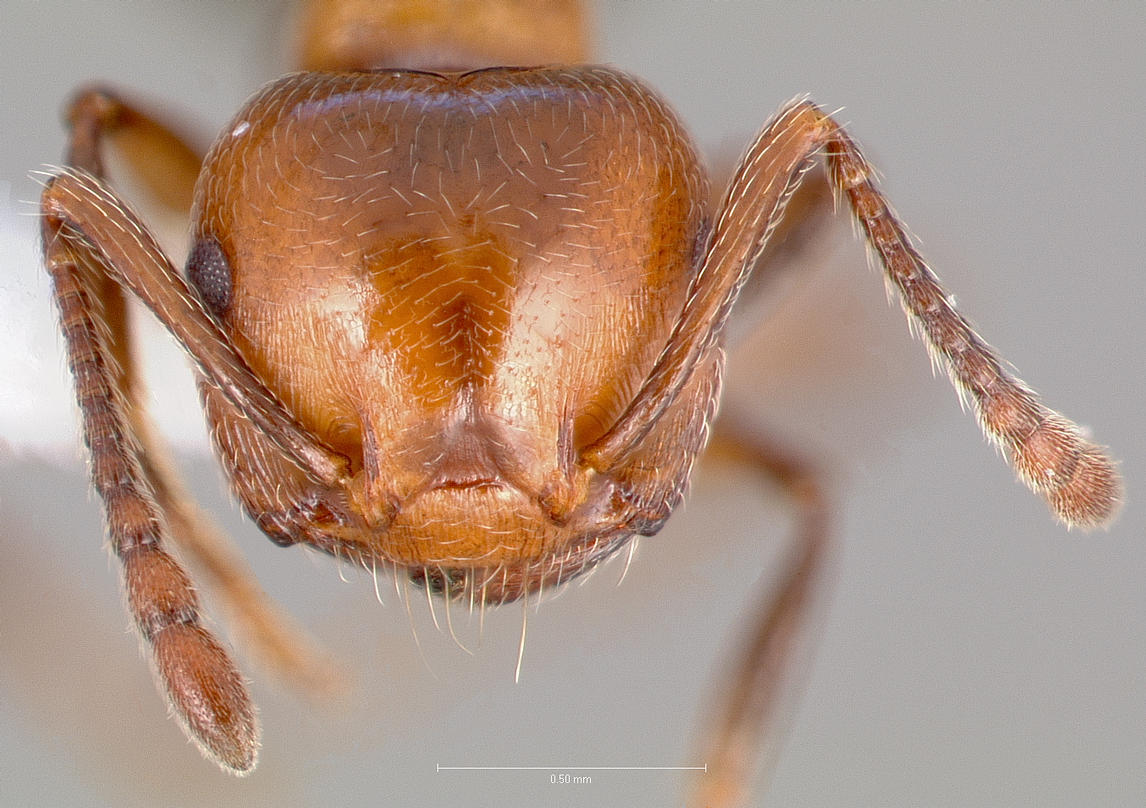
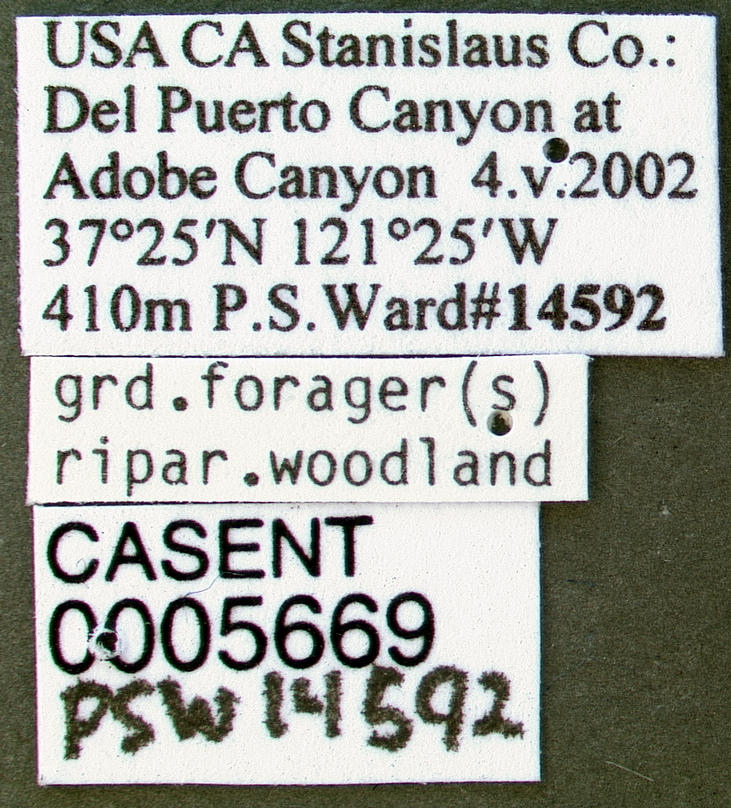
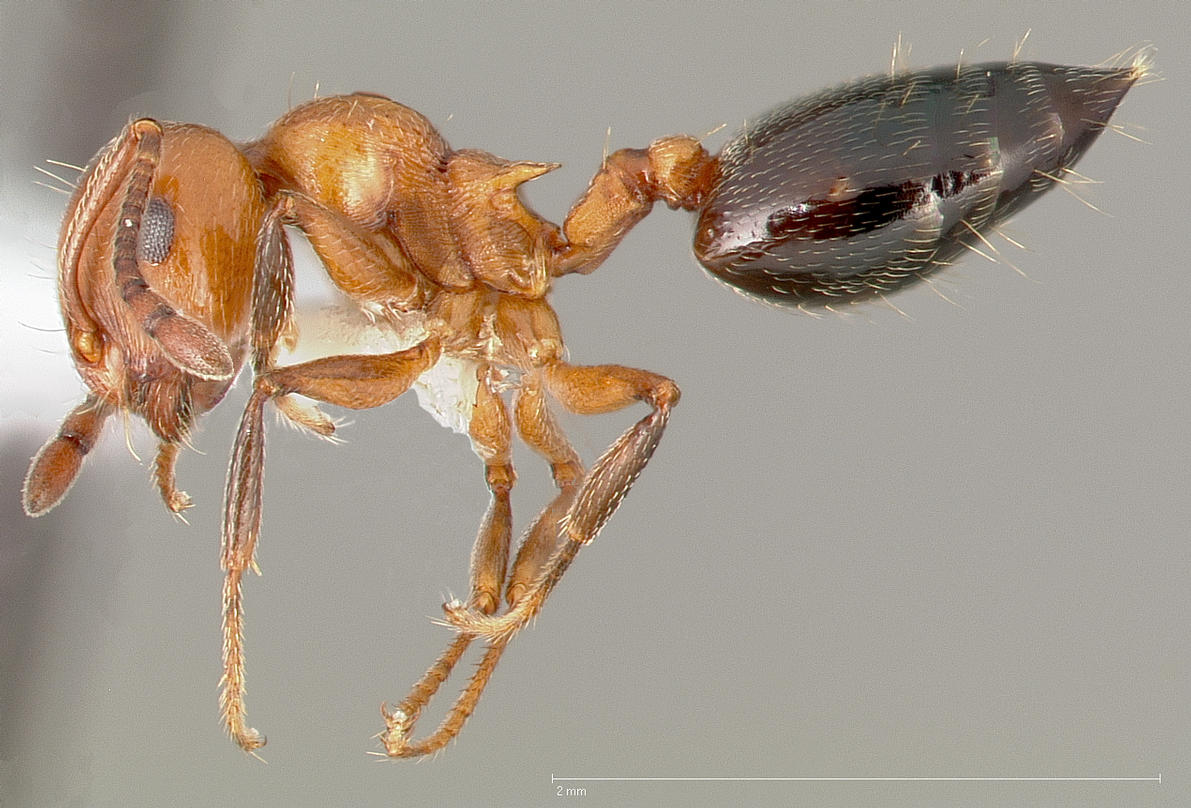